# Allograpta colombia
Allograpta colombia är en tvåvingeart som beskrevs av Charles Howard Curran 1925. Allograpta colombia ingår i släktet Allograpta och familjen blomflugor. Inga underarter finns listade i Catalogue of Life.